# William B. Charles

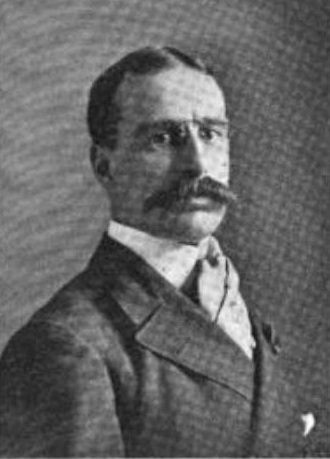
William Barclay Charles (1897)

William Barclay Charles (* 3. April 1861 in Glasgow, Schottland; † 25. November 1950 in Amsterdam, New York) war ein US-amerikanischer Politiker. Zwischen 1915 und 1917 vertrat er den Bundesstaat New York im US-Repräsentantenhaus.

## Werdegang
William Charles besuchte private Schulen in seiner schottischen Heimat. 1884 wanderte er nach Amerika aus, wo er in Texas und in Mexiko als Rancharbeiter beschäftigt war. Zwei Jahre später ließ er sich in der Stadt Amsterdam im Staat New York nieder. Dort war er für die meiste Zeit seines Lebens in der Textilherstellung tätig. Politisch wurde er Mitglied der Republikanischen Partei. Zwischen 1904 und 1906 saß er in der New York State Assembly. Außerdem war er einer der Direktoren der Amsterdam First National Bank.
Bei den Kongresswahlen des Jahres 1914 wurde Charles im 30. Wahlbezirk von New York in das US-Repräsentantenhaus in Washington, D.C. gewählt, wo er am 4. März 1915 die Nachfolge von Samuel Wallin antrat. Da er im Jahr 1916 auf eine weitere Kandidatur verzichtete, konnte er bis zum 3. März 1917 nur eine Legislaturperiode im Kongress absolvieren. Nach seiner Zeit im US-Repräsentantenhaus arbeitete Charles bis zu seinem Ruhestand wieder in der Textilherstellung. Er starb am 25. November 1950 in Amsterdam, wo er auch beigesetzt wurde.